# Pripjat (Band)

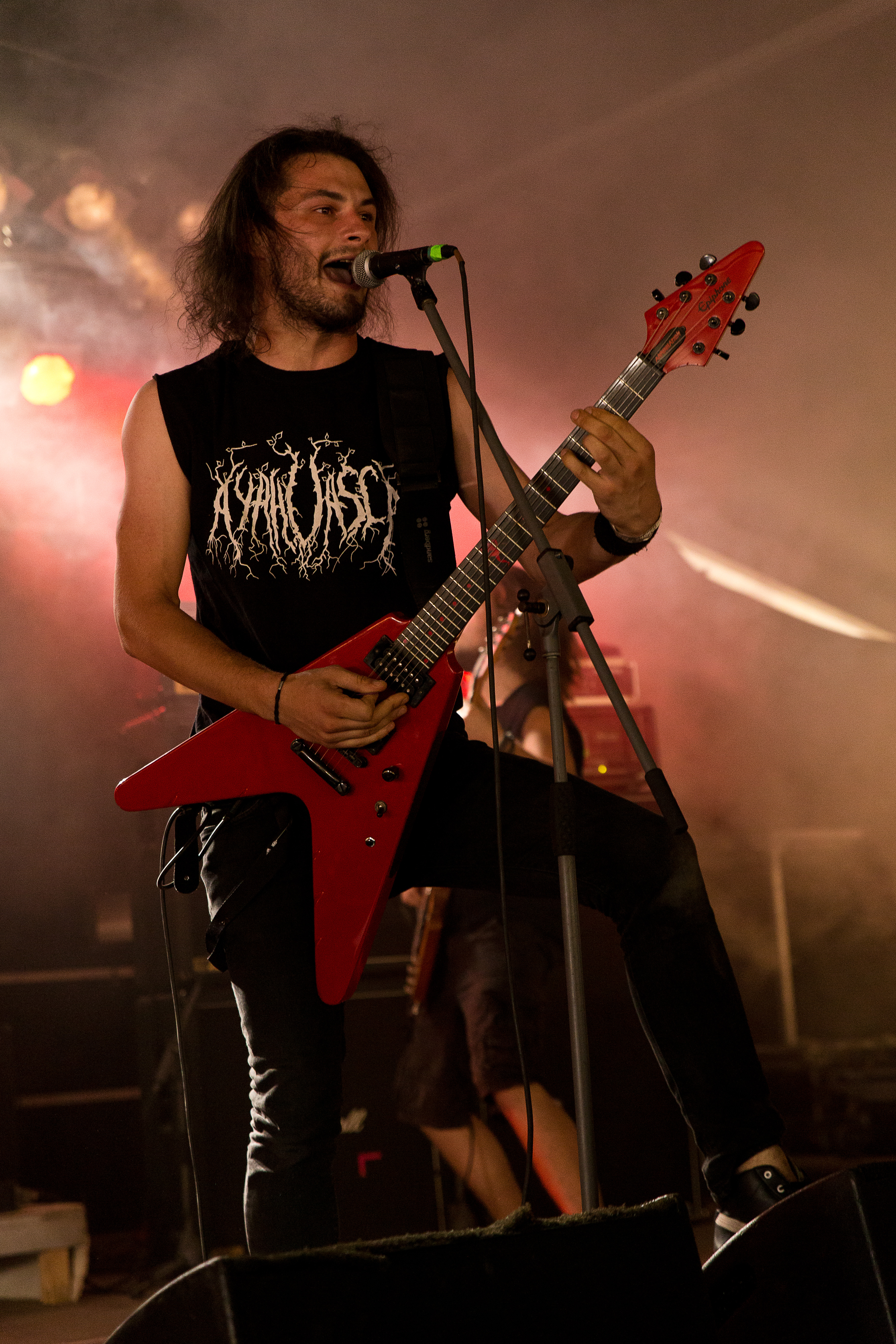
Kirill Gromada auf dem Party.San Open Air 2015

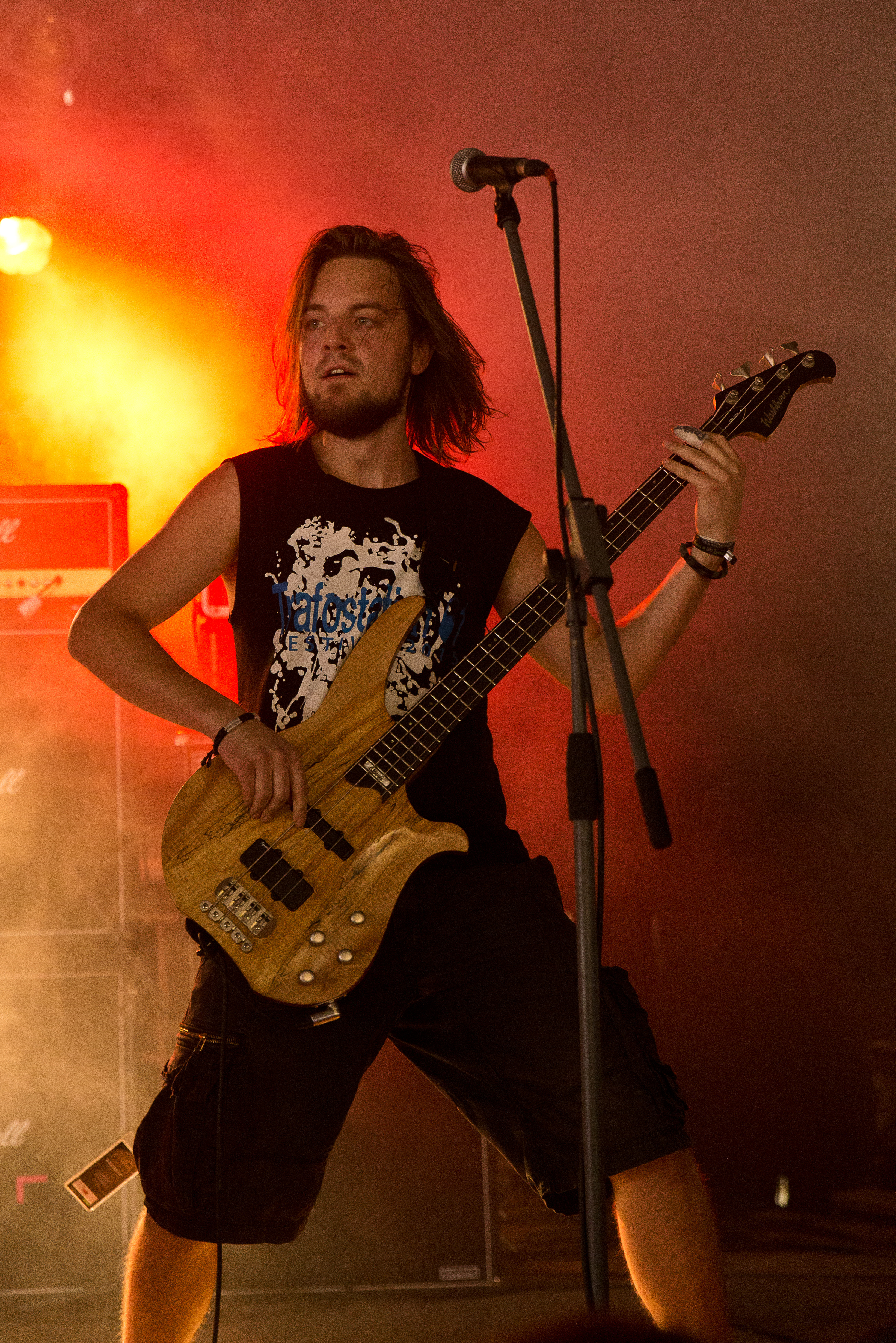
Michael Thomer auf dem Party.San Open Air 2015

Pripjat ist eine deutsche Thrash-Metal-Band aus Köln. Die Band steht bei NoiseArt Records unter Vertrag und hat bislang zwei Studioalben veröffentlicht.

## Geschichte
Die Band wurde im Jahre 2011 vom Sänger und Gitarristen Kirill Gromada, dem Gitarristen Eugen Lyubavskyy, dem Bassisten Michael Thomer und dem Schlagzeuger Yannik Bremerich gegründet. Der Bandname stammt von der ukrainischen Stadt Prypjat, die infolge der Nuklearkatastrophe von Tschernobyl im Jahre 1986 zu einer Geisterstadt wurde. Gromada und Lyubavskyy stammen beide aus der ukrainischen Hauptstadt Kiew, letzterer wurde einen Monat nach der Katastrophe im heutigen St. Petersburg geboren.
Schon im folgenden Jahr veröffentlichte die Band ihr Demo Liquidators. Das Demo brachte der Band einen Vertrag bei dem in Siegburg ansässigen Plattenlabel Bret Hard Records ein. Daraufhin nahm die Band in Eigenregie ihr Debütalbum Sons of Tschernobyl auf, das von der Band selbst finanziert und produziert wurde. Die Veröffentlichung des Albums erfolgte am 14. Februar 2014.

## Diskografie
- 2012: Liquidators (Demo)
- 2014: Sons of Tschernobyl (Album, Bret Hard Records)
- 2018: Chain Reaction (Album, NoiseArt Records)
- 2019: A Glimpse Beyond (EP, Crawling Chaos Records)